# Regula Ysewijn
Regula Ysewijn, MBE (Antwerpen, 1983) is een Vlaams culinair schrijfster en fotograaf. Ze is in België bekend als jurylid van het televisieprogramma Bake Off Vlaanderen en Junior Bake Off en internationaal gelauwerd als auteur van zes boeken over eet- en drinkcultuur en jurylid voor de Guild of Fine Food en de Platinum Pudding Competition.

## Biografie
Ysewijn studeerde grafische vormgeving aan het Sint Maria Instituut te Antwerpen, daarna deed zij nog een specialisatiejaar grafiek en oude druktechnieken en twee specialisatiejaren mode-ontwerp. Na korte tijd werkzaam te zijn in de mode-industrie werkte ze zeven jaar als grafisch vormgever binnen de reclamewereld.  
In 2010 begon Ysewijn met een blog, Miss Foodwise. Ze besloot in 2013 om freelance schrijver te worden. Haar eerste opdracht was een column in het Britse Great British Food Magazine in 2013. Tot 2016 volgde ze via avondonderwijs een koksopleiding en een opleiding bierkenner bij PIVA in Antwerpen. Van 2014 tot 2016 schreef ze voor het Britse digitale magazine Fish on Friday. The Guardian volgde in 2017. Ysewijn schrijft vooral over de culinaire geschiedenis. Ze publiceerde haar eerste boek in 2015, over de geschiedenis van Britse puddinggerechten. Ze schrijft zowel in het Engels als in het Nederlands.  
Sinds 2017 is Ysewijn jurylid voor het programma Bake-off Vlaanderen en Junior Bake Off sinds 2020. Ze werkt ook geregeld mee aan televisie- en radioprogramma's in het Verenigd Koninkrijk, waaronder Inside the Factory op BBC Two. Daarnaast is ze jurylid van The Guild of Fine Food's 'Great Taste Awards' en de World Cheese Awards. Op 10 januari 2022 werd bekendgemaakt dat Ysewijn zou optreden als één van juryleden van de Platinum Pudding Competition. Deze wedstrijd werd georganiseerd naar aanleiding van het platina jubileum van de Britse koningin Elizabeth II. Het bijhorende televisieprogramma, The Jubilee Pudding: 70 Years in the Baking, werd uitgezonden op BBC One.
Naar aanleiding van haar Amerikaanse The British Baking Book werd Ysewijn in 2020 The New Yorker geprezen voor het erkennen van de rol van slavernij in de ontwikkeling van het gebak in Europa, maar ook voor het brengen van culinaire geschiedenis op een leesbare en duidelijke manier. Ook The Washington Post schreef over dit boek. Op 8 juni 2024 won Ysewijn als eerste Belg ooit de prestigieuze James Beard Award voor haar boek Dark Rye and Honey Cake, dat in het Nederlands verscheen als Van wafel tot koek.
In augustus 2024 kreeg Ysewijn de titel Member of the Order of the British Empire. Dit is één van hoogste eerbewijzen die het Brits koningshuis te bieden heeft. Ze mag voortaan de titel 'MBE' dragen als waardering voor haar uitzonderlijke bijdrage aan de promotie van de Britse keuken en cultuur, zowel in België als in het Verenigd Koninkrijk.

## Publicaties
- Pride and Pudding (2015, Carrera Culinair), in het Verenigd Koninkrijk in 2016 (Murdoch Books), nieuwe Engelse editie in 2022 (Murdoch Books)
- Authentieke Belgische cafés (2016, Luster), ook verschenen als Belgian Café Culture – A Portrait of the Iconic Café, nieuwe tweetalige editie in 2021 (Luster)
- The National Trust Book Of Puddings (2019, National Trust)
- Brits bakboek (2019, Carrera Culinair), heruitgebracht en uitgebreid als Van scone tot Teacake in 2024 (Carrera Culinair)
- Oats in the North, Wheat from the South (2020, Murdoch Books), in de Verenigde Staten in 2020 als The British Baking Book (Weldon Owen)
- The Official Downton Abbey Christmas Cookbook[13] (2020, Verenigd Koninkrijk: Titan Books; Verenigde Staten: Weldon Owen), aansluitend op de serie Downton Abbey
- Dark Rye and Honey Cake (2023, Verenigd Koninkrijk: Murdoch; Verenigde Staten: Weldon Owen US), in het Nederlands in 2023 als Van wafel tot koek. Gebak uit het hart van de Lage Landen voor alle feesten van het jaar (Overamstel)
- The Official Bridgerton Cookbook (2024, Penguin Random House), aansluitend op de serie Bridgerton

## Prijzen en erkenning
- 2013 - Haar blog Miss Foodwise werd door Jamie Oliver in The Sunday Times omschreven als zijn favoriete blog[14]
- 2016 - Nominatie voor de Fortnum & Mason Food & Drink Awards voor Pride and Pudding[15]
- 2016 - Nominatie Andre Simon Memorial Award voor Pride and Pudding
- 2017 - Beste Britse culinaire erfgoedboek (Gourmand World Cookbook Awards) voor Pride and Pudding[16]
- 2018 - Beste Belgische culinaire erfgoedboek (Gourmand World Book Awards) voor Authentieke Belgische cafés
- 2019 - Beste kookboeken uit de jaren 2000 (Great British Food Awards) voor Pride and Pudding[17]
- 2019 - Zilver in Het Gouden Kookboek voor Brits bakboek[18]
- 2020 - Beste Britse culinaire erfgoedboek (Gourmand World Cookbook Awards) voor Oats in the North, Wheat from the South
- 2020 - Nominatie in de Andre Simon Memorial Award en Highly Commended door de Guild of Food Writers Awards 2021 voor Oats in the North, Wheat from the South[19][20]
- 2021 - Best Cookbooks of 2020 voor Oats in the North, Wheat from the South in The New Yorker
- 2023 - Zilver in Het Gouden Kookboek voor Van wafel tot koek
- 2023 - Best Cookbooks of 2023 voor Van wafel tot koek in Delicious. Magazine en Waitrose Weekend Magazine
- 2024 - Nominatie in Andre Simon Memorial Food & Drink Awards voor Dark Rye and Honey Cake
- 2024 - James Beard Award voor Dark Rye and Honey Cake
- 2024 - MBE ereteken (Member of the Order of the British Empire)[12]
- 2025 - Nominatie Joop Witteveenprijs voor Van wafel tot koek